# كيم كيلي
كيم كيلي هي لاعبة كرلنغ كندية، ولدت في 4 أبريل 1962 في هاليفاكس في كندا.

## وصلات خارجية
- كيم كيلي على موقع الاتحاد الدولي للكرلنغ (الإنجليزية)